# (3485) Barucci
(3485) Barucci (1983 NU) – planetoida z grupy pasa głównego asteroid okrążająca Słońce w ciągu 3,81 lat w średniej odległości 2,44 j.a. Odkrył ją Edward Bowell 11 lipca 1983 roku.